# 王博 (石家莊)
王博（1980年代—），河北省石家庄市人，曾是中央音樂學院學生；曾在19歲時到北京為法輪功請願，而遭到關押。

## 2002年的央視焦點訪談
中华人民共和国政府官方媒體中央電視台，在2002年4月8日的焦點訪談節目中，播出對王博的採訪，除了提到他跟天安門自焚事件參與者陳果是同學關係，王博在訪談中提到自己1996年開始修煉法輪功；2000年到北京請願被關押進勞教所，並詳細描述受轉化的過程。

## 2005年獲釋後
2005年，王博獲釋，獲釋後她在具法輪功色彩的網站上，透過視頻表達以下感受：「在2002年的時候，由於受中共政府人員的欺騙和利用，我上了中央電視台的『焦點訪談』。在這裡，我向李洪志師父認錯，也向所有被矇蔽的世人講清中共政府人員是如何欺騙、利用我，如何對我強制洗腦的」。

### 對天安門自焚案的說明
據人民網說，王博曾說：「我和陳果是中央音樂學院的同窗，也是練習『法輪功』的『功友』。當人們為陳果的自焚而驚愕、痛心、惋惜時，我卻寫信給中央電視台，為『法輪功』辯解，聲稱陳果雜念太重，不是真正的弟子。這種令人心寒的冷漠、殘酷都來自李洪志的『法輪大法』。」王博在2005年的視頻中回憶道，當初接受央視記者採訪時是說：「我在上中央音樂學院期間認識陳果，她不是真正煉法輪功的。雖然她以前煉過法輪功，但從99年我認識她的時候開始，她已經不看《轉法輪》，也不認為李洪志師父是我們的師父。她認為河南有一個叫劉雲芳的才是真正的『高人』，而且，還邀請我和我的母親去河南聽所謂的高人講法。我對此規勸她，告訴她這樣的行為是非常危險的，希望她不要再跟著劉某某等人一起，再聽信他們的話。當時陳果聽不進去。」王博表示，當時官媒記者只是說他們做這個採訪是中央高層讓瞭解法輪功學員對自焚的態度，但她認為後來正因此段發言而受到勞教人員的注意，希望將她洗腦，然後製造假的新聞來矇蔽世人。
王博的母親劉淑芹也認識陳果。她也曾向媒體披露，陳果讓王博帶著她到河南聽劉雲芳講法。她不但通過王博制止陳，還在電話里勸陳，但陳聽不進去。由於陳果母女的言行，當時在河南法輪功學員圈子中已不承認她們倆是煉功人。

## 後續發展
- 王博與其父母王新忠、劉淑芹向媒體發表言論之後，被當局分別判5年、4年、4年徒刑。當時有6位北京的律師冒著生命危險到石家莊為王博一家辯護[7]。此6名律師包括北京市高博隆華律師事務所律師李和平、黎雄兵、北京市國綱律師事務所律師張立輝、李順章、北京市華一律師事務所律師滕彪、北京市海銘律師事務所律師鄔宏威，他們認為王博、王新忠、劉淑芹踐行憲法權利無罪，堅持信仰無罪，傳播信仰無罪、宣講自己的苦難遭遇及澄清事實無罪[7]。
- 據自由亞洲電台（RFA）報導，該案逮捕起訴都沒有通知家屬，也未讓被告請律師，一審也未公開審理；此6位律師表示若審理單位石家莊中院決議庭不開庭審理是公然違法，因此申請希望二審公開審理，並糾正一審中的錯誤或退回長安區法院重新調查審理；但申請未獲得回應[8]。
- 後來該案6位律師之一的李和平遭到一群身份不明歹徒的綁架，據自由亞洲電台的報導，綁架者把李和平帶到一處位置不明的建築物內進行毆打，搶走了他的電腦移動硬盤和手機芯片，並把他的筆記本電腦內容複製拷貝，並威脅他立即離開北京；經過約6個小時之後，李和平被綁架者單獨丟在北京郊外，他後來回到家中[9]。